# Igreja de Santa Coloma

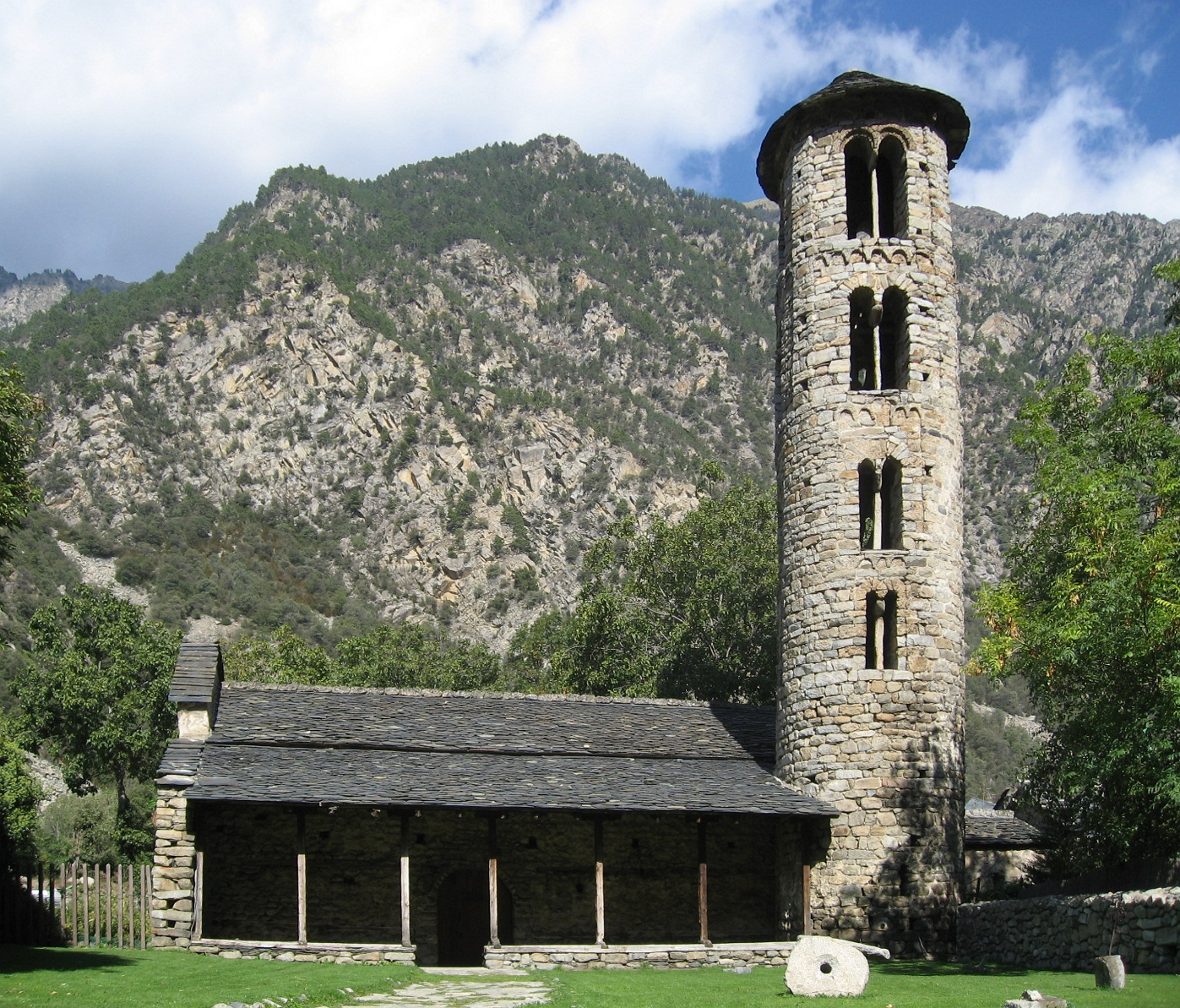
Igreja de Santa Coloma

A Igreja paroquial de Santa Coloma é um templo de origem pre-romana andorrana situada à margem direita do Rio Valira, entre as paróquias de Sant Julià de Lòria e Andorra-a-Velha, sendo que pertence a essa última. Trata-se de uma das mais antigas igreja de todo o principado, já sendo mencionada nos atos de consagracão da catedral de La Seu d'Urgell (Lleida) em 1040.